# Miconia melanotricha
Miconia melanotricha är en tvåhjärtbladig växtart som först beskrevs av José Jéronimo Triana, och fick sitt nu gällande namn av Henry Allan Gleason. Miconia melanotricha ingår i släktet Miconia och familjen Melastomataceae. Utöver nominatformen finns också underarten M. m. panamensis.